# Танопча (приток Оби)
Танопча — река в Надымском районе Ямало-Ненецкого автономного округа. Устье находится в 52 км по правому берегу реки Обь (Надымская Обь). Длина реки 21 км.

## Данные водного реестра
По данным государственного водного реестра России относится к Нижнеобскому бассейновому округу, водохозяйственный участок реки — Обь от города Салехард и до устья, речной подбассейн реки — бассейны притоков Оби ниже впадения Северной Сосьвы. Речной бассейн реки — (Нижняя) Обь от впадения Иртыша.
Код объекта в государственном водном реестре — 15020300212115300035477.